# Teixidor baglafecht
El teixidor baglafecht (Ploceus baglafecht) és un ocell de la família dels ploceids (Ploceidae).

## Hàbitat i distribució
Viu a les sabanes izones amb matolls prop dels boscos de l'Àfrica subsahariana, a Nigèria oriental, sud-oest de Camerun, la República Centreafricana, Etiòpia, Eritrea, Sudan del Sud, nord-est de la República Democràtica del Congo, Uganda, Kenya, Tanzània, Ruanda, Burundi, nord de Zàmbia i nord de Malawi.